# Vodní nádrž Suchomasty

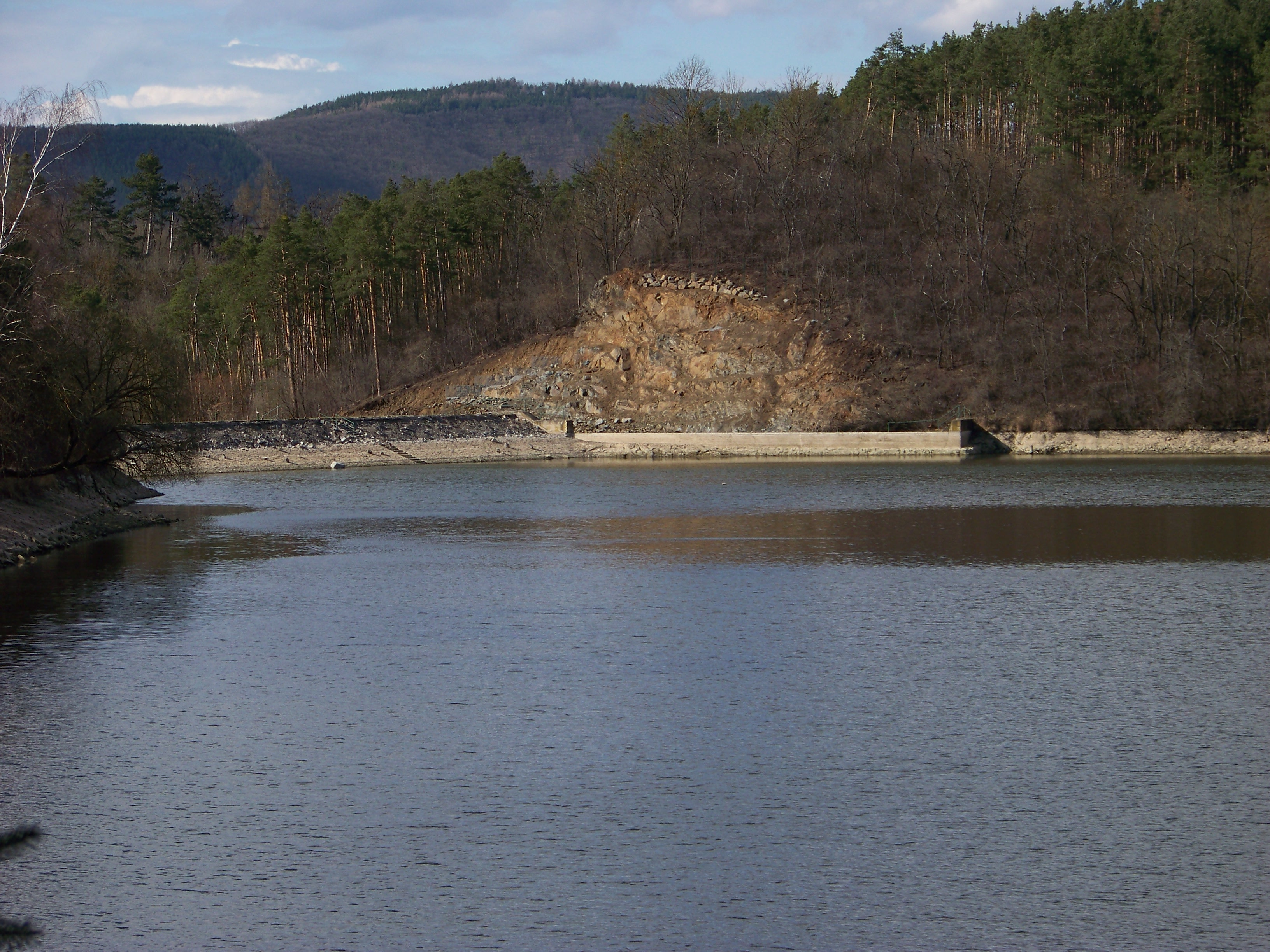
Pohled přes vodní plochu na hráz přehrady

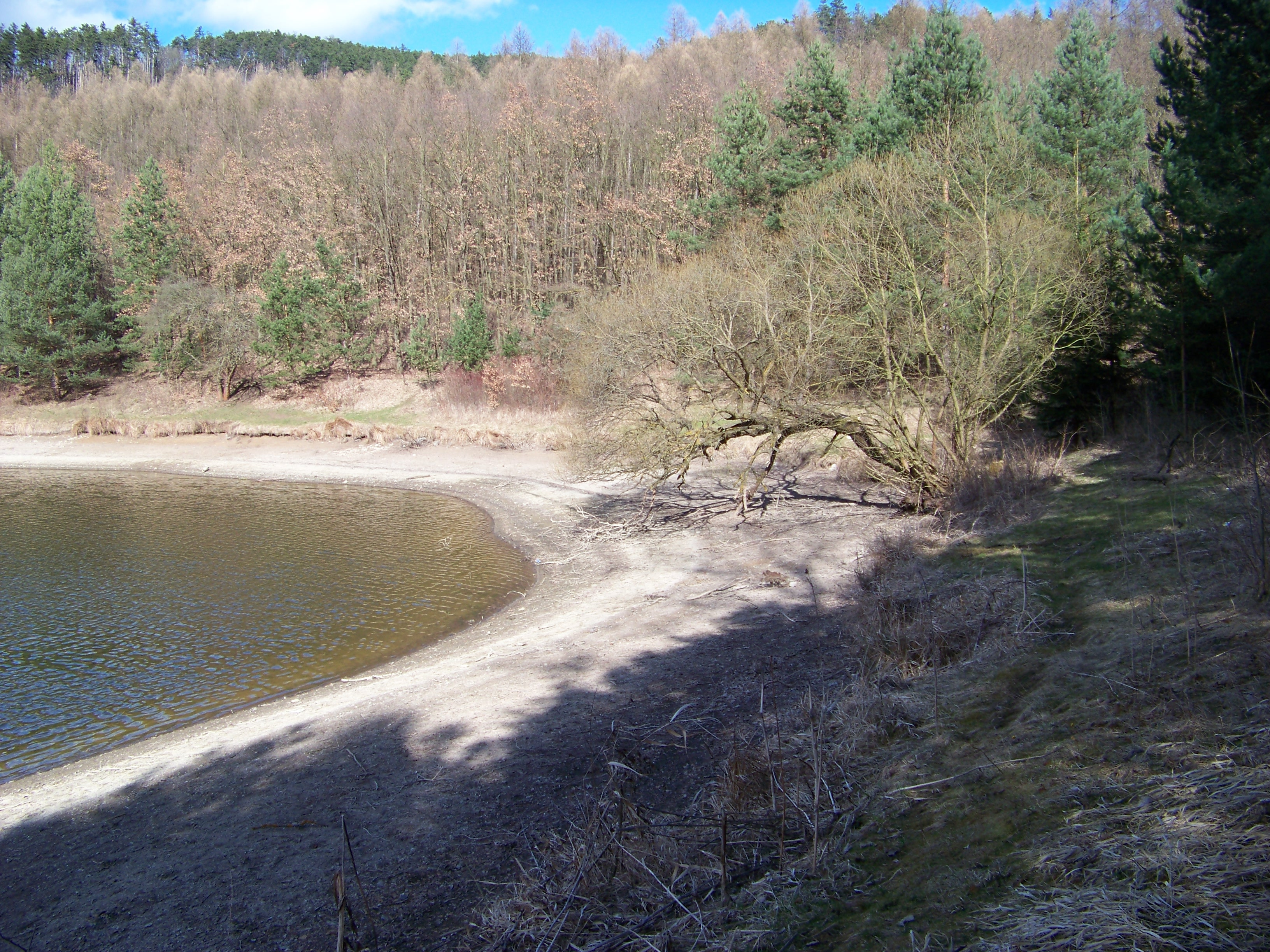
Zátoka na vodní nádrži Suchomasty

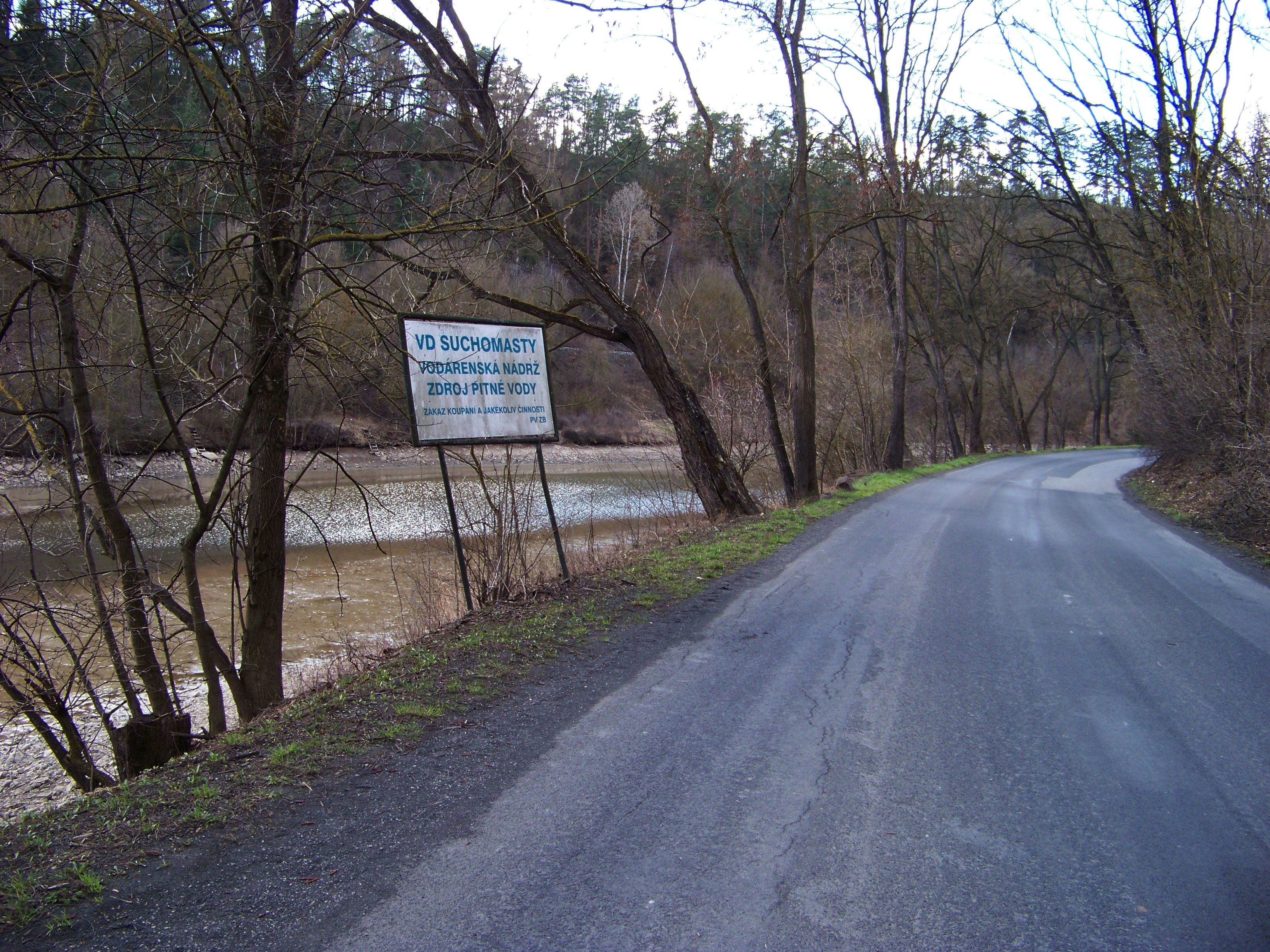
Silnice kolem přehrady

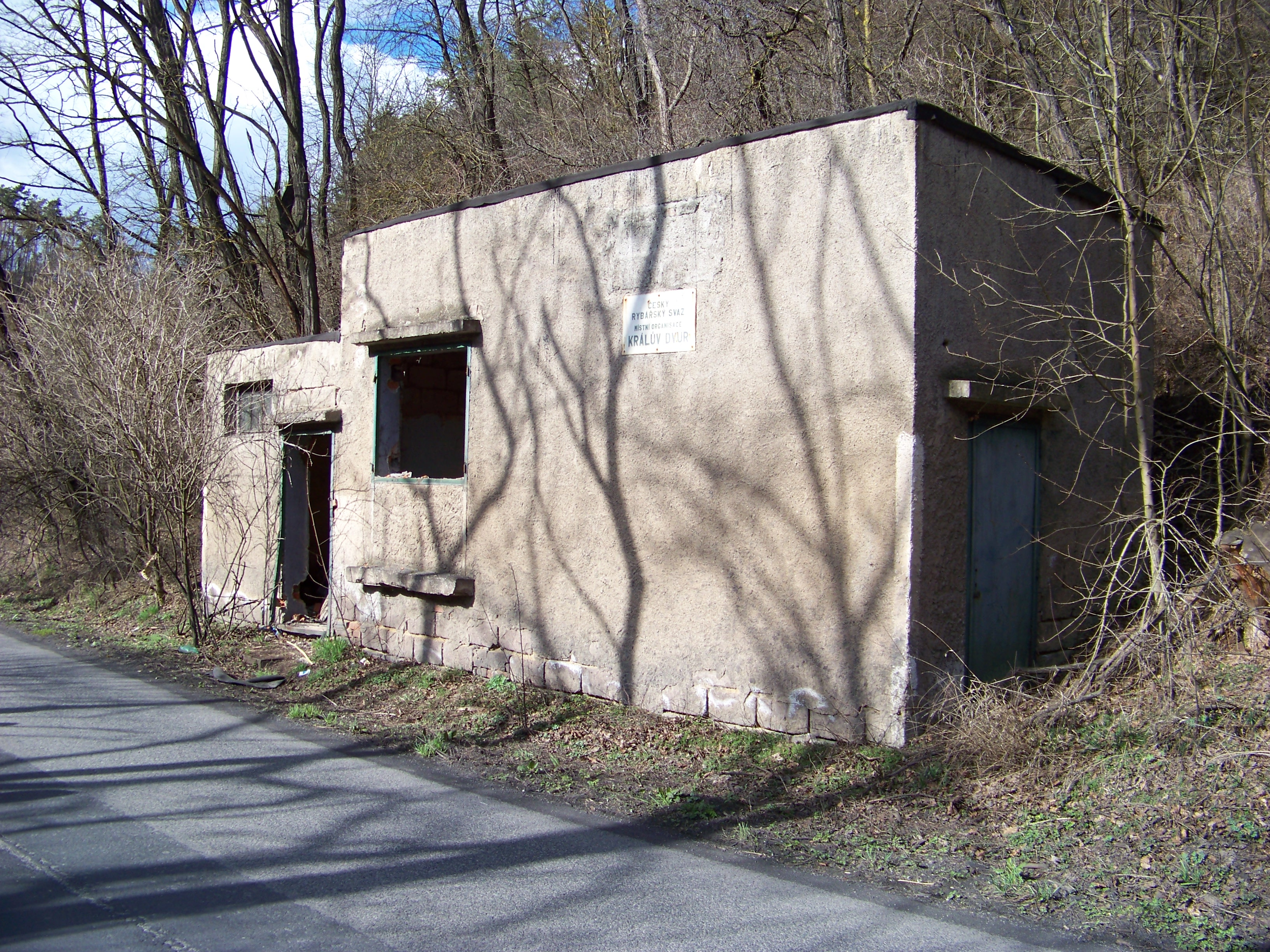
Domek rybářského svazu u silnice

Vodní nádrž Suchomasty se nachází v masivu Českého krasu na Suchomastském potoce ve Středočeském kraji v okrese Beroun u osady Litohlavy. Vodní dílo (zahájeno v roce 1955, dokončeno v roce 1960) bylo vybudováno jako zásobárna vody pro případnou potřebu železáren v Králově Dvoře a jako zdroj pitné vody městských aglomerací. Suchomastský potok tvoří přítok i odtok přehrady Suchomasty, jejímž správcem je povodí řeky Vltavy.

## Podrobněji

### Historický exkurs
V Berouně a v jeho okolí nastal v 60. letech 20. století nový rozmach průmyslu. Jižně od Berouna byla (od roku 1956) budována Vápenka Čertovy schody. Ta měla být zásobována vytěženým vápencem z ložiska pod vrcholem Zlatého koně. Část suroviny z naleziště se měla zpracovávat jižně od velkolomu, část vytěženého produktu se měla přepravovat vlakem či nákladními auty údolím Suchomastského potoka (pod skalami Kotýzu) do cementárny v Králově Dvoře nebo pro potřeby jiných zpracovatelů. V Králově Dvoře (vzdáleném asi 6 km od Čertových schodů) fungovaly Králodvorské železárny, které zprvu využívaly rudu z blízkých ložisek, posléze přešly na zpracování rudy dovážené ze SSSR. Plánovaný průmysl (železárny, cementárny) v Králově Dvoře a Berouně potřeboval velké množství průmyslové vody coby chladicí médium a zároveň mohla být pitná voda použita městským obyvatelstvem. Tak bylo rozhodnuto (ještě před zprovozněním Velkolomu Čertovy schody) o potřebě vybudovat na Suchomastském potoce vodní nádrž Suchomasty. Po uvedení Vápenky Čertovy schody do provozu vznikla v údolí Suchomastského potoka silnice, vedoucí okolo přehrady. Touto silnicí bylo nákladními automobily převáženo zboží z vápenky. V údolí Suchomastského potoka byla ve stejné době vybudována také 6 km dlouhá železniční vlečka určená výlučně pro nákladní dopravu. Vlečka začínala na nákladovém nádraží v Berouně a vedla do poměrně rozsáhlého kolejiště ve vápence.

### Volba místa pro stavbu přehrady
Stavba přehrady byla zahájena v roce 1955 a její dokončení se uskutečnilo v roce 1960. Zvolené místo se nacházelo nepříliš daleko od rozsáhlého areálu Králodvorských železáren a zároveň v údolí, kde bylo možno relativně snadno přehradit jím protékající potok. Místo pro stavbu hráze bylo zvoleno v užším údolí Suchomastského potoka ve vzdálenosti asi 1,5 km od jeho ústí do Litavky. Zároveň jižně od hráze se údolí rozšiřuje, což umožnilo, aby přehrada zadržela relativně velký objem vody.

### Účel stavby
Vodní dílo mělo sloužit k akumulaci vody pro případnou potřebu Královodvorských železáren v době sucha nebo při havárii a současně přehrada slouží ke stabilizaci hladin vody ve studnách v železárnách. Toho se dosahuje tím, že se v Suchomastském potoce, vytékajícím z nádrže, trvale udržuje stabilní odtok vody.

### Stručný popis vodního díla
Hráz vodního díla se nachází na jeho severním okraji, je přímá, zemní, sypaná a její délka činí 85 metrů. Tyčí se až do výšky 13,5 metru nade dnem přehrady. Odpadní štola je situována kolmo na osu hráze. Stejná orientace platí i pro komunikační štolu. Výpusť i odběrné místo jsou uloženy ve spodní části hráze v komunikační a odpadní štole. Odběrné potrubí vede až do areálu hutí. Boční, nehrazený přeliv s architektonicky řešeným návazným betonovým skluzem se nachází v pravém zavázání hráze nádrže. Suchomastská přehradní nádrž pojme (zadržuje) až 0,484 milionů m³ vody a zatopená oblast má rozlohu 9,32 ha. Účelovost přehrady (měla sloužit ve druhé polovině 50. let 20. století především pro místní železozpracující průmysl) implikovala značně rychlost její výstavby, což se (v určitém ohledu) podepsalo na jejím „pragmatickém vzhledu“. Ten ovšem poněkud kontrastuje s jejím architektonicky „citlivým “ a zdařilým zasazením do okolní krajiny.

### Rekonstrukce vodního díla
Při velkých (katastrofálních) povodních v roce 2002 bylo zjištěno, že Suchomastský potok se může (po přívalových deštích) rozvodňovat více a častěji, než se předpokládalo, neboť jeho prameniště (v ploché zemědělské krajině) se nachází v oblasti, odkud mohou být strhávány plaveniny (zejména z pramenné oblasti nad obcí Bykoš) a nečistoty schopné „ucpat“ nekontrolovaně některá kritická místa na jeho dalším toku. Na to konto byla (z bezpečnostních důvodů) hráz vodní nádrže Suchomasty v letech 2013 až 2014 opravena (přebudována) a zpevněna (především v místě bezpečnostního přelivu). Při opravě hráze pak byly ze dna přehrady ještě odstraněny (vytěženy) i veškeré tam usazené sedimenty. „Odbahnění a pročištění“ přehrady zvýšilo biodiverzitu a zároveň umožnilo vytvořit z nádrže rezervoár pitné vody pro blízké městské osídlení.

### Rybaření a turistika
V přehradě jsou vysazovány převážně kaprovité ryby a hospodaří zde Rybářský svaz královodvorských železáren. Podél východního a jižního okraje nádrže vede frekventovaná zeleně značená turistická trasa z Berouna-Jarova přes Havlíčkův mlýn na Koukolovu horu nebo přes Kotýz ke Koněpruským jeskyním. Vodní nádrž je vyhledávaným turistickým cílem, ale podél celého obvodu přehrady je koupání zakázáno.

## Parametry vodní nádrže
- Nejbližší aglomerace: Králův Dvůr, Beroun[8]
- Účel vodního díla: zásobní, ochranný, rekreační[8]

### Hydrologické údaje
- Plocha povodí: 28,7 km²[8]
- Průměrný dlouhodobý roční průtok k profilu hráze (Qa): 0,087 m³ vody/sekundu
- Průměrný průtok: 0,13 m³ vody/sekundu[8]
- N-letý průtok; pro 100 letou vodu (Q100): 37,26 m³ vody/sekundu[4]

### Technické údaje
- Celkový objem nádrže: 0,484 milionů m³ vody[p. 2]
- Nádrží zatopená plocha (maximální zátopová plocha): 9,32 hektarů[4][8]
- Poloha hráze na Suchomastském potoce: 1,470 říční kilometr
- Nadmořská výška koruny hráze: 261,60 m n. m.[8]
- Výška hráze (nade dnem přehrady): 13,5 metru
- Výška hráze nad základem: 16 metrů[8]
- Délka přímé, zemní, sypané hráze (délka v koruně hráze): 85 metrů[4][8]
- Šířka hráze v koruně: 3,8 metrů[8]
- Typ uzávěru jediné spodní výpusti: šoupata
- Spodní výpust, jmenovitý vnitřní průměr potrubí = světlost potrubí (DN): 300 milimetrů
- Spodní výpust, maximální kapacita: 0,35 m³ vody/sekundu[4]
- Boční nehrazený bezpečnostní přeliv[8] (umístěn mimo těleso hráze, v břehu); délka přelivné hrany: 30,6 metru[p. 3]
- Průměr bezpečnostního přelivu: 2 metry[8]
- Maximální kapacita bočního bezpečnostního přelivu: 37,26 m³ vody/sekundu[4][p. 4]

## Fotogalerie

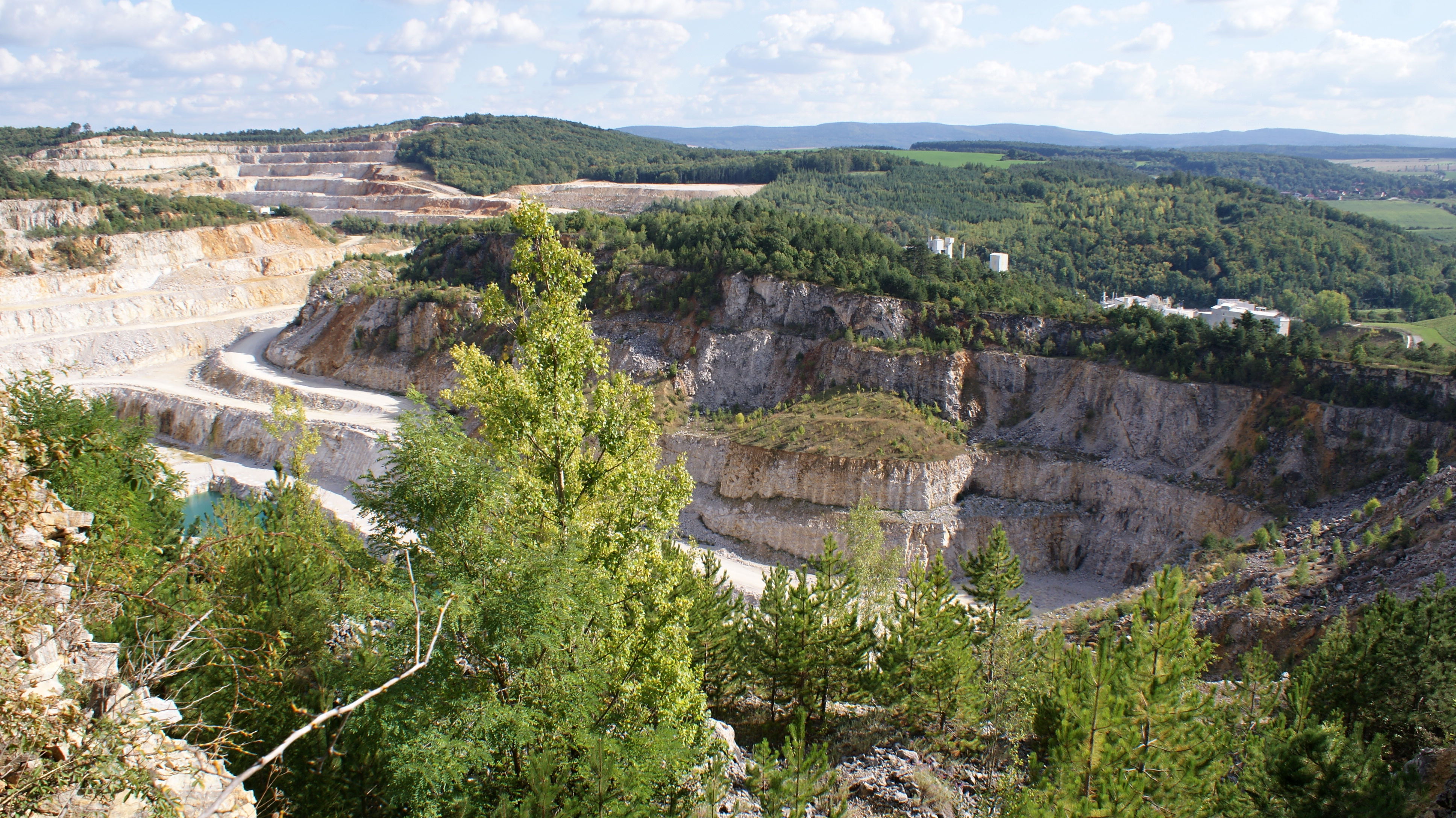
Pohled do Velkolomu Čertovy schody
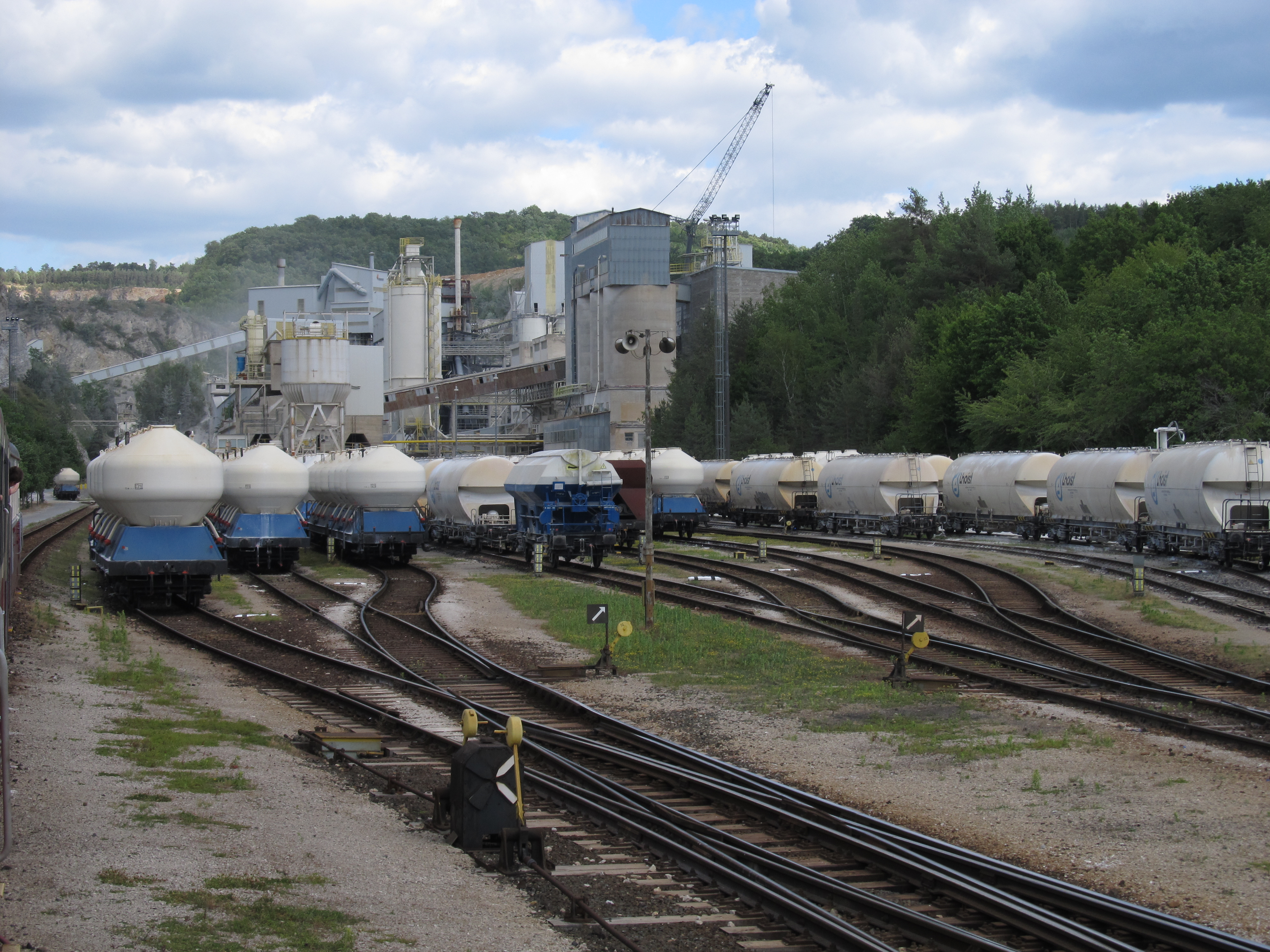
Pohled na kolejiště a Vápenku Čertovy schody
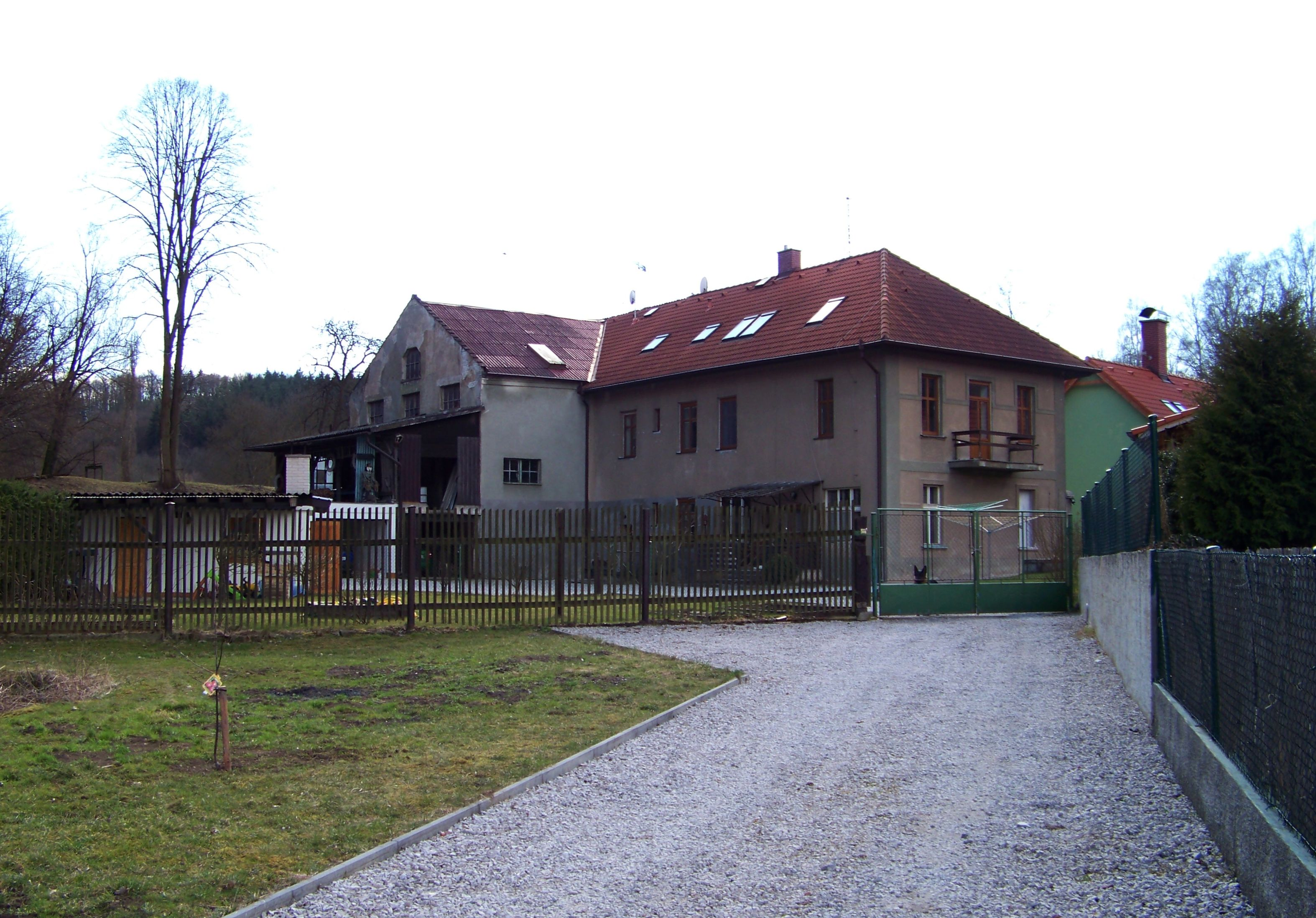
Havlíčkův mlýn
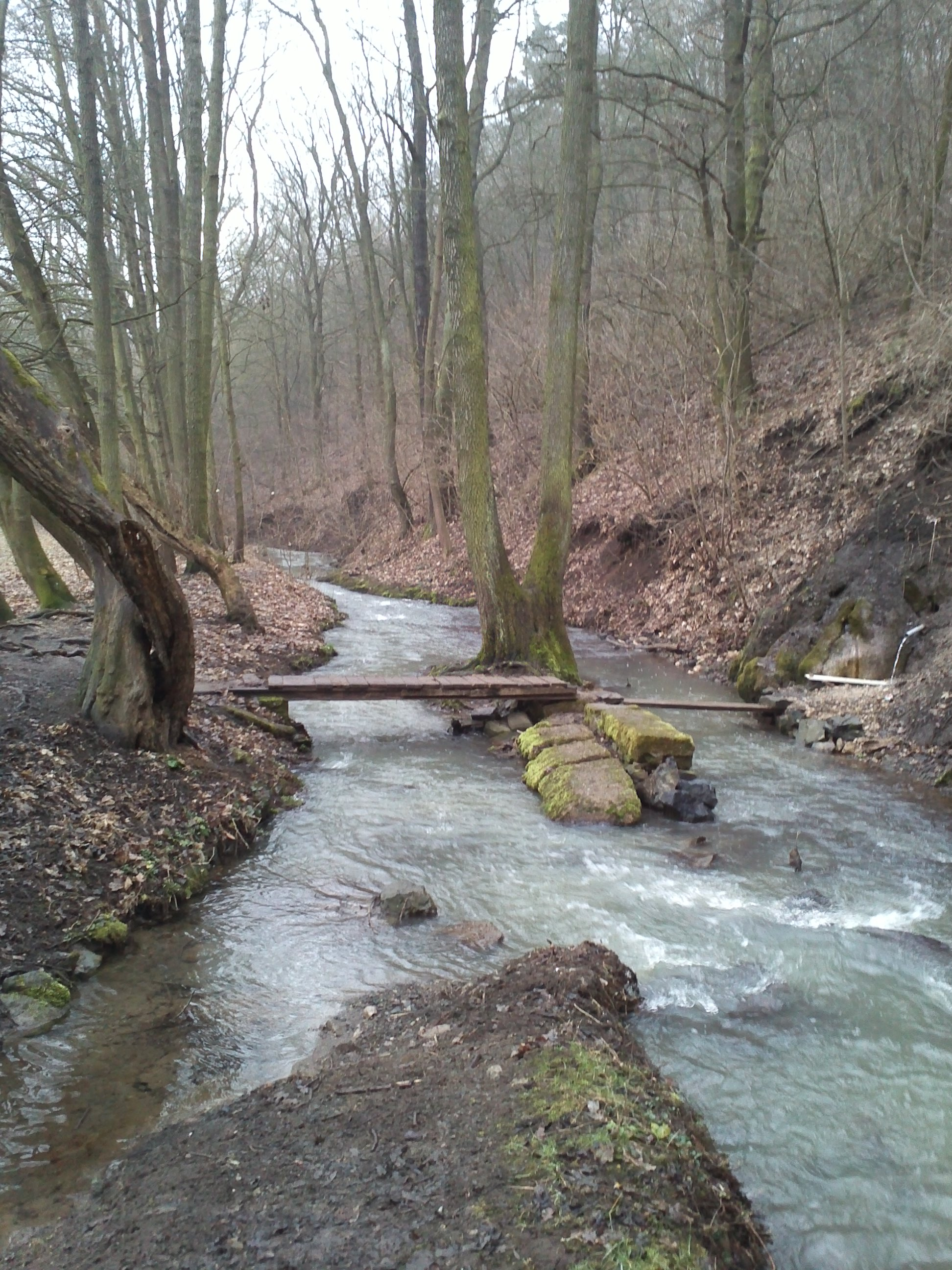
Suchomastský potok pod Havlíčkovým mlýnem